# Deise Nunes
Deise Nunes Ferst (nascida Deise Nunes; Porto Alegre, 30 de março de 1968) é uma modelo, manequim, apresentadora e empresária de moda brasileira. Foi a quarta representante do Rio Grande do Sul, e a primeira negra do Brasil, a ser coroada Miss Brasil, no concurso de 1986.Comandou o programa de televisão Papos & Pratos da Tv Bandeirantes nos anos '90 e o programa Terceiro Setor, exibido em um dos canais da NET gaúcha nos anos 2000,  Atualmente é empresária na área de moda, ministrando cursos em sua Escola de Modelos em Porto Alegre.
Em 2004, ela e outras 31 ex-Misses Brasil foram homenageadas na festa de 50 anos do Miss Brasil, realizada em São Paulo.

## Primeiros anos
Filha de mãe solteira, que engravidou do sobrinho de seu patrão aos 17 anos, Deise nasceu na Santa Casa de Misericórdia de Porto Alegre e cresceu com sua mãe, Ana Maria Nunes, na casa da família onde esta trabalhava, no bairro de Petrópolis, Porto Alegre. Sua mãe, que lavava roupa para fora com o intuito de multiplicar seu orçamento, criou e educou a futura rainha da beleza com o essencial, mas dentro de muita dignidade, para que esta pudesse galgar níveis sociais maiores do que ela mesma havia conseguido como empregada doméstica.
Deise viria a concluir seus estudos em 1985 no Colégio de Santa Inês, de Porto Alegre.

## Carreira

### Concursos de beleza e modelo
Antes de se tornar Miss Brasil, Deise Nunes já havia participado e vencido outros dez concursos de beleza regional. Ainda na infância, em 1977, com apenas nove anos, ela foi eleita «Miss Simpatia» do seu colégio, e seis anos depois, em 1983, foi eleita «Primeira Princesa» em outro colégio em que estudava. A vencedora desse concurso adoeceu e ela foi representar o colégio no concurso Miss Unespa (União dos Estudantes Secundários em Porto Alegre) e ganhou a coroa.
Deise Nunes tornou-se modelo profissional em 1984, ao ser descoberta pelo então diretor social do Sport Club Internacional, Paulo Franchini, clube ao qual representou no concurso Rainha das Piscinas do mesmo ano, tornando-se vencedora de um dos certames de beleza mais importantes do seu estado na época, apesar do preconceito que teve de enfrentar ao conquistar o título. Contudo, a grande consagração viria em 1986, quando ganhou os concursos de Miss Canela, Miss Rio Grande do Sul e, por fim, Miss Brasil.
Após vencer o Miss Brasil em maio de 1986, Deise se tornou a primeira afro-brasileira a conquistar tal posição no país, quebrando um tabu. Deise ganhou o concurso com 1,75m de altura, 86cm de busto, 90cm de quadril e 60cm de cintura. Foi a primeira Miss Brasil negra da história do concurso, tendo sido consequentemente a primeira negra brasileira a disputar o Miss Universo, do qual foi uma das semifinalistas, tendo se classificado em sexto lugar, além de ter sido a segunda colocada no quesito «traje típico».
Sobre a ascensão fulgurante de Deise Nunes ao estrelato após ser eleita a mulher mais bonita do Brasil, a revista Manchete (edição 1907) de 1988 publicou:
São duas mulheres negras, mãe e filha, que venceram literalmente na raça. Deise Nunes, 21 anos, a primeira Miss Brasil mulata, para cuja beleza o preconceito racial teve de se curvar, agora está imprimindo um novo rumo à sua carreira de modelo internacional – na condição de maneca contratada do costureiro Guy Laroche, a Cinderela negra brasileira faz seu début na passarela francesa, em janeiro do ano que vem, em Paris. Ana Nunes, 36 anos,mãe de Deise, já foi levadeira, mas com o sucesso profissional da filha — modelo desde os 15 anos de idade e uma supercampeã de títulos — tornou-se sua empresária.
Em 2013, numa entrevista ao portal Ego, do Globo.com, ela fez a seguinte declaração sobre o fato de nunca mais uma negra ter sido eleita Miss Brasil:
Em um país tão miscigenado, com tantas negras lindíssimas é meio estranho. Torço para que não seja preconceito e espero que as meninas negras se interessem mais pelo concurso. Pode ser que se sintam acanhadas (...) Quando eu fui escolhida para representar o Rio Grande do Sul [no Miss Brasil 1986], esperavam talvez uma representante [gaúcha] loira de olhos claros, achavam que eu tinha nascido na Bahia ou no Rio de Janeiro.

### Aparições públicas
Após coroar Jacqueline Meirelles, sua sucessora ao trono, em 1987, Deise passou a ser destaque no carnaval carioca, desfilando por alguns anos como rainha de bateria da escola de samba União da Ilha, da qual deixou o posto após o carnaval de 2004. Em Porto Alegre desfilou em várias escolas, destacando-se como rainha de bateria da Bambas da Orgia em 1998. Em 2002, desfilou pela Unidos de Vila Isabel.
Em 1988, ela fez uma participação num dos episódios do seriado Tarcísio & Glória, na Rede Globo. Na mesma emissora, foi convidada do júri do Cassino do Chacrinha em algumas ocasiões: na primeira aparição, exibida em 23 de março de 1987, ela ainda detinha o título de Miss Brasil.

## Vida pessoal
Na época de Miss, Deise namorou o cantor espanhol Julio Iglesias, romance que durou quase um ano, e teve um envolvimento curto com o jogador de futebol Pelé, em 1986. No final da década de 80, ela inicia um relacionamento com o empresário Lair Ferst, com quem viria a casar e ter os filhos Pedro e Julia.
Em 1988, sua mãe lançou o livro «Do tanque a Paris», pela Editora Gráfica Serrana, no qual conta a história dura por que ambas tiveram que passar até o estrelato de Deise como Miss Brasil em 1986.